# Éliane Tillieux
Éliane Tillieux (Namur, 25 aprile 1966) è una politica belga.

## Biografia
Dopo gli studi, Tillieux ha iniziato a lavorare come impiegata nel settore bancario nel 1989, dopo di che è diventata segretaria della traduzione nello stesso settore nel 1990. Dal 1990 al 2004 è stata direttrice del servizio clienti e del dipartimento commerciale della Société wallonne des eaux.
Nel frattempo, è anche diventata politicamente attiva per il Partito Socialista e dal 2000 al 2004 è stata membro del consiglio provinciale di Namur. È stata successivamente eletta nel 2004 per il distretto di Namur nel Parlamento vallone e nel Parlamento della Comunità francofona. Nel 2009 e 2014 è stata rieletta in entrambi i parlamenti. Inoltre, è stata anche consigliera comunale di Namur dal 2006 e dal 2012 è leader del partito PS nel consiglio comunale.
Dal 2009 al 2014 è stata Ministro della salute, dell'azione sociale e delle pari opportunità nel governo vallone e dal 2014 al 2017, Tillieux è ministro dell'occupazione e della formazione in questo governo. Dopo il cambio di coalizione nel governo vallone nel luglio 2017, ha perso le sue funzioni ministeriali ed è tornata a far parte del parlamento.
Alle elezioni del 2019, è stata eletta alla Camera dei rappresentanti.